# Paso Campamento
Pour les articles homonymes, voir Paso.
Paso Campamento est une localité d'Uruguay située dans le département d'Artigas. Sa population est de 221 habitants.

## Population
| Année | Population |
| ----- | ---------- |
| 1963  | 189        |
| 1975  | 231        |
| 1985  | 198        |
| 1996  | 130        |
| 2004  | 221        |

,